# Червоное (Немировский район)
Червоное (укр. Червоне) — Украинское село, находится в Немировском районе Винницкой области.
Код КОАТУУ — 0523085602. Население по переписи 2001 года составляет 654 человека. Почтовый индекс — 22861. Телефонный код — 4331.
Занимает площадь 1,882 км².
В 1 км к юго-востоку от села Червоное находится славянское городище X—XI веков построенное, вероятно, уличами. Наряду с городищем Червоне на Южном Буге, в Восточной Европе выявлены ещё несколько ремесленных центров, на которых функционировали мастерские, изготовлявшие украшения, декорированные зернью — Алчедар и Екимауцы в Пруто-Днестровском регионе, Искоростень на Днепровском Правобережье. Материалы, происходящие с городища Червоне, имеют аналогии в Гнёздовских курганах и гнёздовском кладе 1993 года. Поблизости от городища расположено селище, на котором выявлены явные следы железоделательного производства (печи, заготовки для выплавки железной руды).

## Адрес местного совета
22860, Винницкая область, Немировский р-н, с. Мельниковцы, ул. Пролетарская, 2